# Яновська Олена Олександрівна
Олена Олександрівна Яновська (нар. 15 лютого 1990) — українська легкоатлетка, що спеціалізується на бігу з бар'єрами, учасниця Олімпійських ігор 2016 року.

## Основні досягнення
| Рік  | Чемпіонат                     | Місце проведення         | Дисципліна | Місце             | Результат |
| ---- | ----------------------------- | ------------------------ | ---------- | ----------------- | --------- |
| 2011 | Чемпіонат Європи серед молоді | Острава, Чехія           | 6          | 100 м з бар'єрами | 13.49     |
| 2011 | Чемпіонат Європи серед молоді | Острава, Чехія           | –          | 4х100 м           | DQ        |
| 2015 | Чемпіонат Європи в приміщенні | Прага, Чехія             | 23 (з)     | 60 м з бар'єрами  | 8.27      |
| 2016 | Чемпіонат Європи              | Амстердам, Нідерланди    | 13 (з)     | 100 м з бар'єрами | 13.23     |
| 2016 | Олімпійські ігри              | Ріо-де-Жанейро, Бразилія | 41 (з)     | 100 м з бар'єрами | 13.32     |
| 2017 | Чемпіонат Європи в приміщенні | Белград, Сербія          | 20 (з)     | 60 м з бар'єрами  | 8.33      |